# Phymatopsis incurvata
Phymatopsis incurvata là một loài dương xỉ trong họ Polypodiaceae. Loài này được Blume ex J. Sm. mô tả khoa học đầu tiên năm 1875.